# 10300 Tanakadate
10300 Tanakadate è un asteroide della fascia principale. Scoperto nel 1989, presenta un'orbita caratterizzata da un semiasse maggiore pari a 2,2301250 UA e da un'eccentricità di 0,1028493, inclinata di 5,46215° rispetto all'eclittica. Misura circa 3,3 km di diametro.
L'asteroide è dedicato ad Aikitu Tanakadate (1856-1952), fisico giapponese pioniere della geofisica nel suo paese. L'osservatorio del Servizio internazionale delle latitudini di Mizusawa fu fondato nel 1899 su sua proposta.